# Rumigny, Somme

Rumigny este o comună în departamentul Somme, Franța. În 1 ianuarie 2022 avea o populație de 623 de locuitori.